# Chiesa di San Rocco (Calcio)
La chiesa di San Rocco era un luogo di culto cattolico del comune di Calcio, in provincia di Bergamo e diocesi di Cremona, distrutto nel 1813.

## Storia
La prima cappella fu costruita nel Cinquecento a scopo devozionale, dopo che il territorio era stato devastato da una grave epidemia, e dedicato a san Rocco martire protettore degli appestati, in prossimità del ponte sul Naviglio. Nel 1573 gli atti della visita del vescovo di Cremona Niccolò Sfondrati, poi papa Gregorio XIV la descrivono come un oratorio di piccole dimensioni. Il rifacimento con lavori di ampliamento della cappella risalgono ai primi anni del Seicento grazie alla volontà dei conti Secco Suardi che avevano investito la cifra di mille ducati. Nel medesimo periodo i conti avevano commissionato la pala d'altare al pittore bergamasco Enea Salmeggia raffigurante Madonna col Bambino in gloria e i santi Rocco, Francesco e Sebastiano.
Il fabbricato non fu più modificato fino alla completa demolizione nel 1813, venendo sostituito con un edificio adibito originariamente ad abitazione privata e successivamente a istituto di credito. Non risulta sui documenti quali fossero le cause di questa completa distruzione, forse l'edificio si presentava in grave stato di fatiscenza.
L'abbattimento fu però voluto dalla famiglia Anguissola Secco Commeno che godeva del giuspatronato. Risulta infatti che nel 1812 la marchesa Barbara Anguissola avesse contratto matrimonio con il marchese Benedetto Mosca trasferendosi a Pesaro, località d'origine del marito, portando anche tutti i beni di proprietà. La marchesa fece richiesta al vescovo Omobono Offredi di sconsacrare l'edificio e questo avvenne con decreto del 16 settembre 1813. I legati della cappellania furono trasferiti all'altare di sant'Antonio della chiesa parrocchiale. Vi fu aggiunta la dicitura: Le suppellettili di qualunque natura presenti nell'oratorio, e la stessa icona dell'altare da profanare vengono trasferite ed adeguatamente collocate nelle chiesa parrocchiale. Il documento del 20 novembre del medesimo anno conferma il consenso della marchesa al trasferimento delle due tele Sposalizio mistico di santa Caterina lavoro di Andrea Mainardi, e la pala del Salmeggia, indicata come copia di autore ignoto, dalla chiesa di San Rocco a quella di San Vittore.

## Descrizione
Dell'edificio non rimane traccia, dopo la sua demolizione del 1813, sull'area fu edificata un'abitazione privata. Le diverse visite pastorali ne permettono però la descrizione. L'interno misurava in lunghezza circa otto metri e sei di larghezza. Il presbiterio, unica cappella della chiesa, era caratterizzato dall'altare maggiore che era posto sulla parete del coro, ed era delimitato da una balaustra marmorea. L'altare era ornato dal dipinto del Salmeggia raffigurante la sacra conversazione con la Madonna in gloria col Bambino e santi. Del dipinto si conserva l'originale nella Pinacoteca del Castello Sforzesco, mentre una copia, di cui non si conosce l'autore, è conservata nella chiesa parrocchiale di San Vittore. 